# Créteil
Créteil is een gemeente in het Franse departement Val-de-Marne (regio Île-de-France). De plaats is de prefectuur van het departement en van het arrondissement Créteil. De gemeente telde 92.859 inwoners op 1 januari 2022. Zij worden Cristolien(ne)s genoemd.

## Geschiedenis
Volgens de legende stierven de christelijke heiligen Agoard en Aglibert hier de marteldood. Hun relieken werden bewaard in de kerk van Créteil die werd gebouwd tussen de 11e en de 13e eeuw. Créteil was een ommuurd dorp waar vooral land- en wijnbouwers woonden. In de 17e en 18e eeuw groeide Créteil uit tot een stad. Er kwamen handelszaken in het centrum en rijke Parijzenaars bouwden buitenverblijven in het landelijke Créteil, dat op een dagreis van de hoofdstad lag. Ook waren er steen- en gipsgroeven.
In 1849 werd de spoorweg aangelegd. In de 19e eeuw was Créteil een geliefd oord voor kunstenaars als Victor Hugo, Charles Ransonnette en Paul Cézanne. Er ontwikkelde zich industrie in de gemeente. Tijdens de Frans-Duitse Oorlog (1870-1871) werd de bevolking geëvacueerd en werd een groot deel van de gebouwen vernield bij gevechten. Bij de wederopbouw moesten wijngaarden plaats maken voor nieuwe woonwijken. Toch telde de gemeente tijdens het interbellum nog betrekkelijk veel landbouwgrond, waar in kassen groenten werden geteeld. In de jaren 1950 en 1960 verstedelijkte de gemeente helemaal met de bouw van de hoogbouwwijken Bleuets, Emouleuses, Cité du Mont-Mesly en Fief. Na de oprichting van de departement Val-de-Marne in 1968 werd Créteil de prefectuur en dus een bestuurlijk en gerechtelijk centrum. De stad werd ook de zetel van het katholieke bisdom Créteil. Ook in de jaren 1970 en 1980 werden nog nieuwe wijken gebouwd: Côte d'Or, Côteaux du Sud, Ormeteau en Source.

## Geografie
De oppervlakte van Créteil bedroeg op 1 januari 2022 11,46 vierkante kilometer; de bevolkingsdichtheid was toen 8.102,9 inwoners per km². De gemeente ligt in de vallei van de Marne. In het verleden, ook nog in de 20e eeuw, had de gemeente meermaals te maken met overstromingen van de Marne die de lager gelegen delen van Créteil onder water zetten. In Créteil bevindt zich een kunstmatig meer waarrond hoogbouwwijken staan.
De onderstaande kaart toont de ligging van Créteil met de belangrijkste infrastructuur en aangrenzende gemeenten.

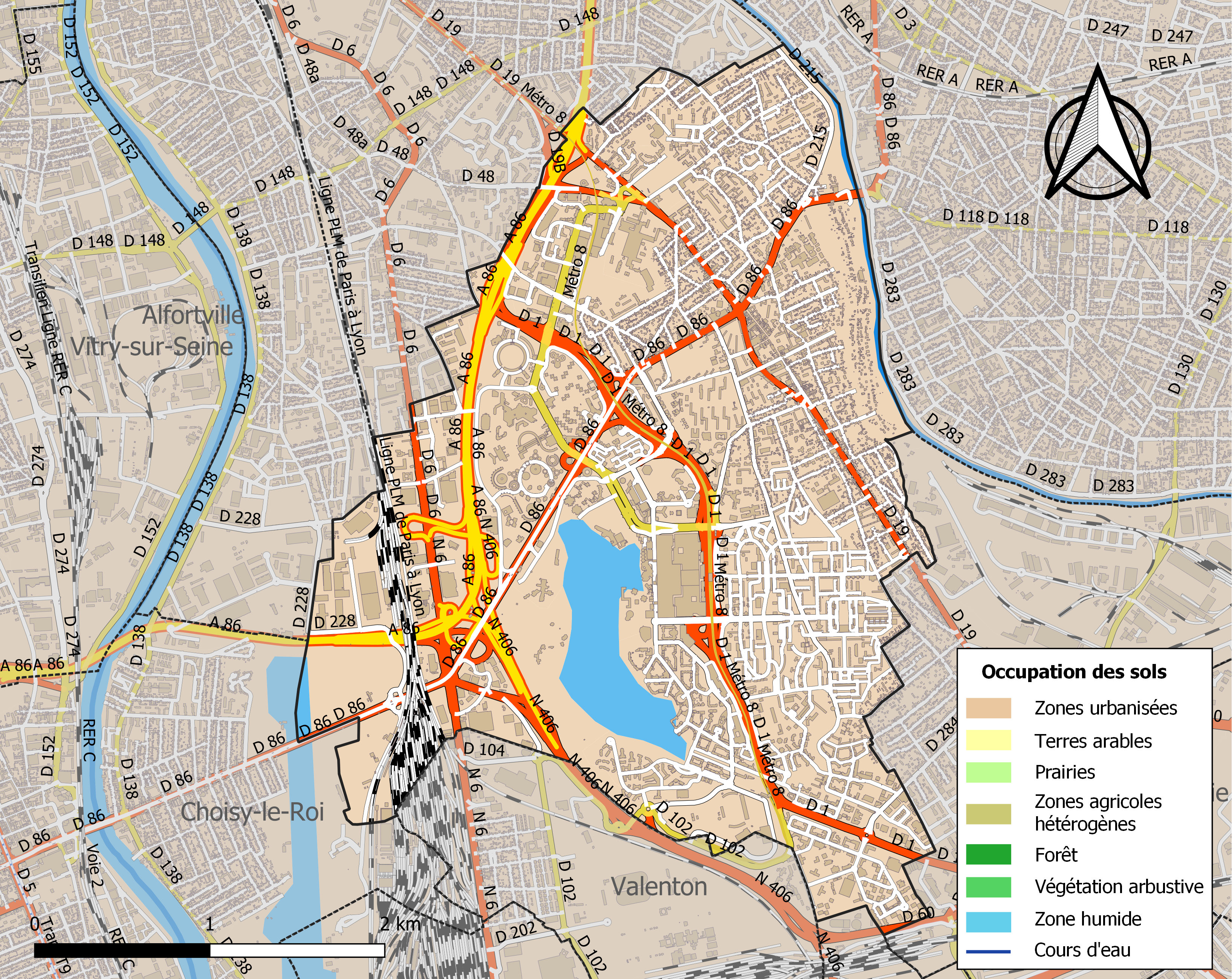

## Demografie
In 1801 telde de gemeente 945 inwoners. In 1896 waren dit 4.208 inwoners en in 1921 8.169 inwoners. In 1946 werd de kaap van de 10.000 gerond met 10.833 inwoners.
Onderstaande figuur toont het verloop van het inwonertal (bron: INSEE-tellingen).

## Verkeer en vervoer
De autosnelweg A86 loopt door de gemeente.
In Créteil liggen het treinstation Créteil - Pompadour en de metrostrations Créteil - L'Échat, Créteil - Préfecture, Créteil - Université en Pointe du Lac.

## Erfgoed
De gemeente telt betrekkelijk weinig oude gebouwen. Er zijn de kerk Saint-Christope waarvan de oudste delen 11e-eeuws zijn, de duiventoren (14e eeuw) en het Château des Mèches met zijn park (19e eeuw).

### Afbeeldingen

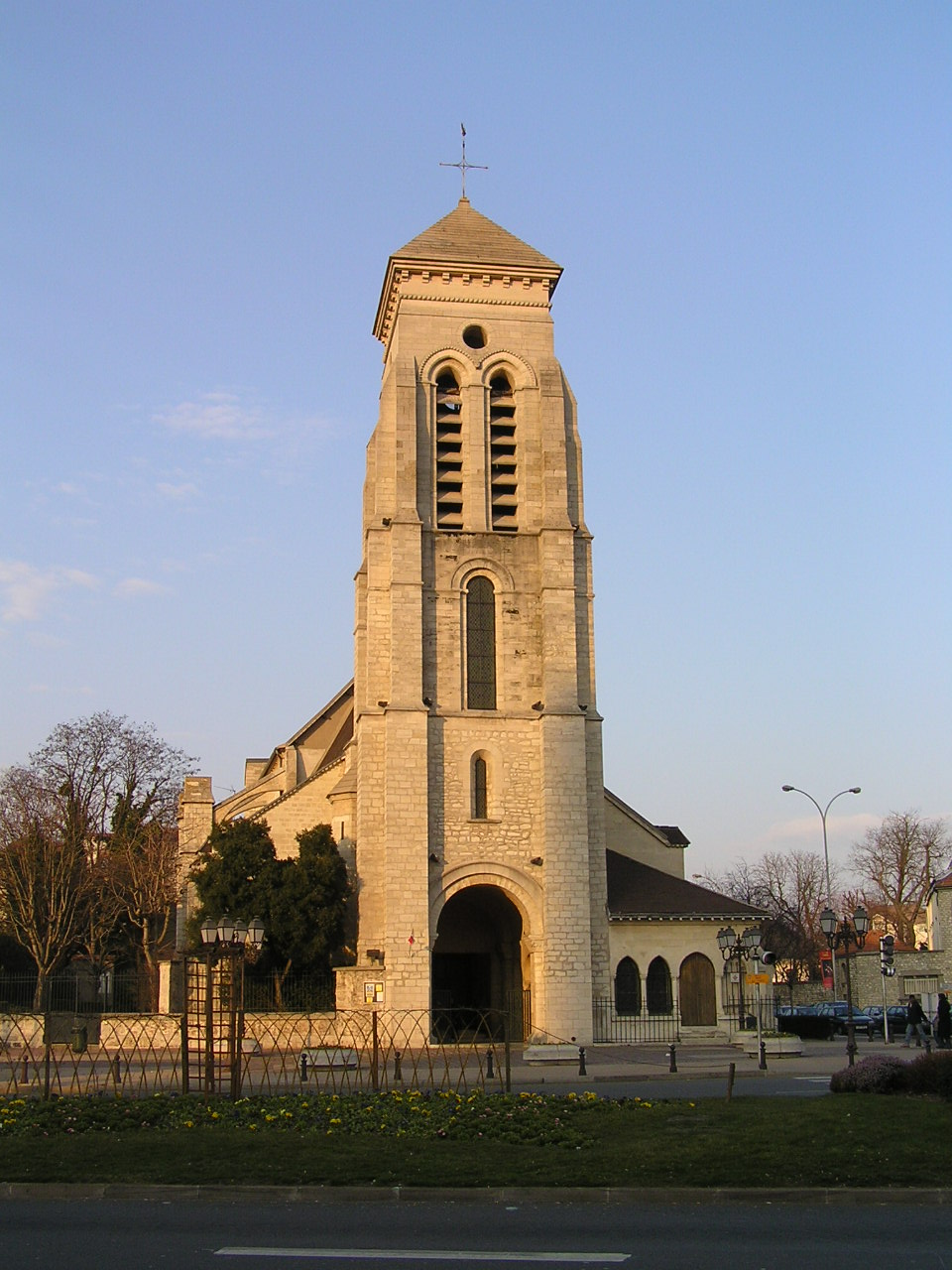
Église Saint-Christophe
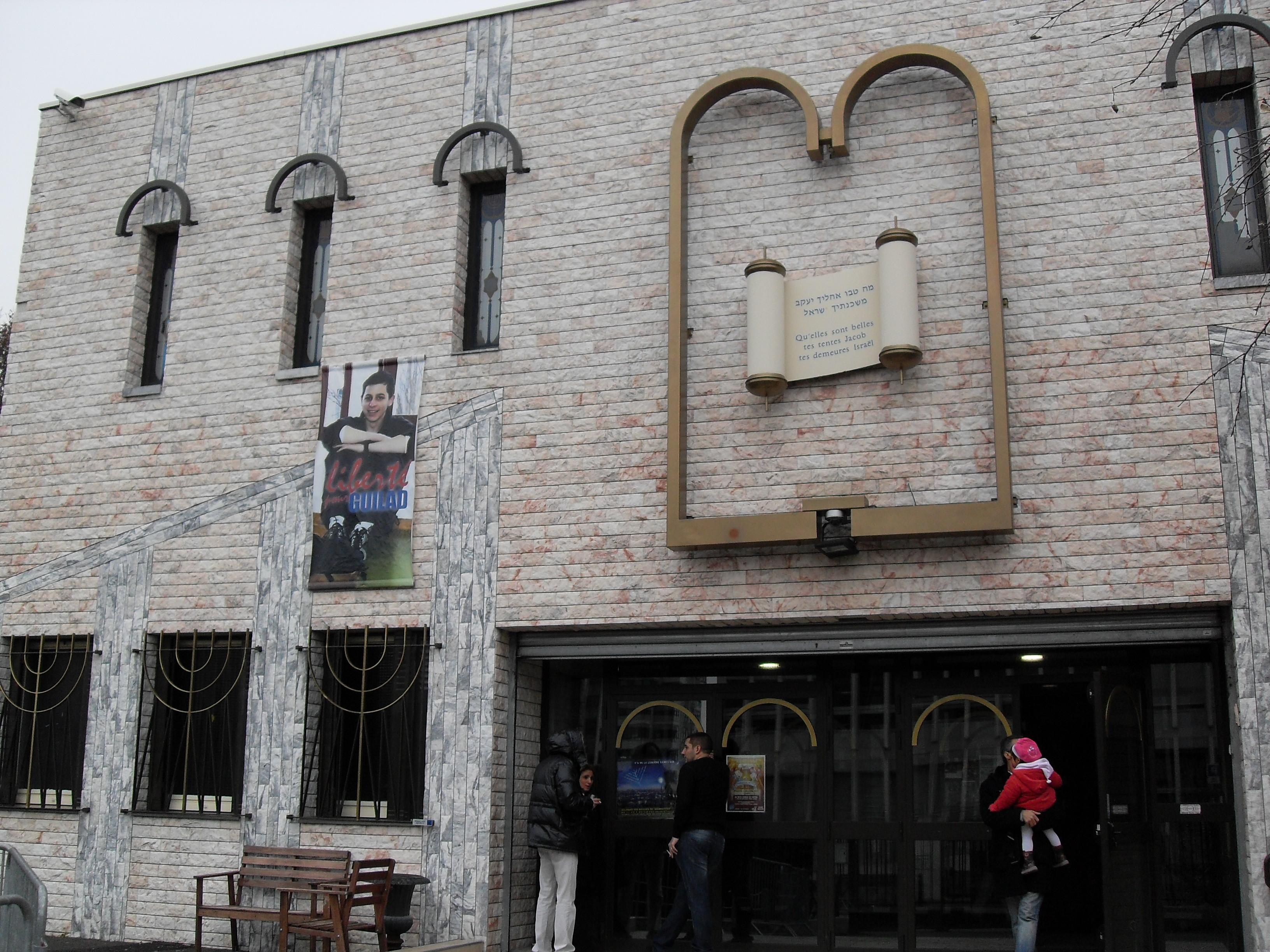
Synagoge
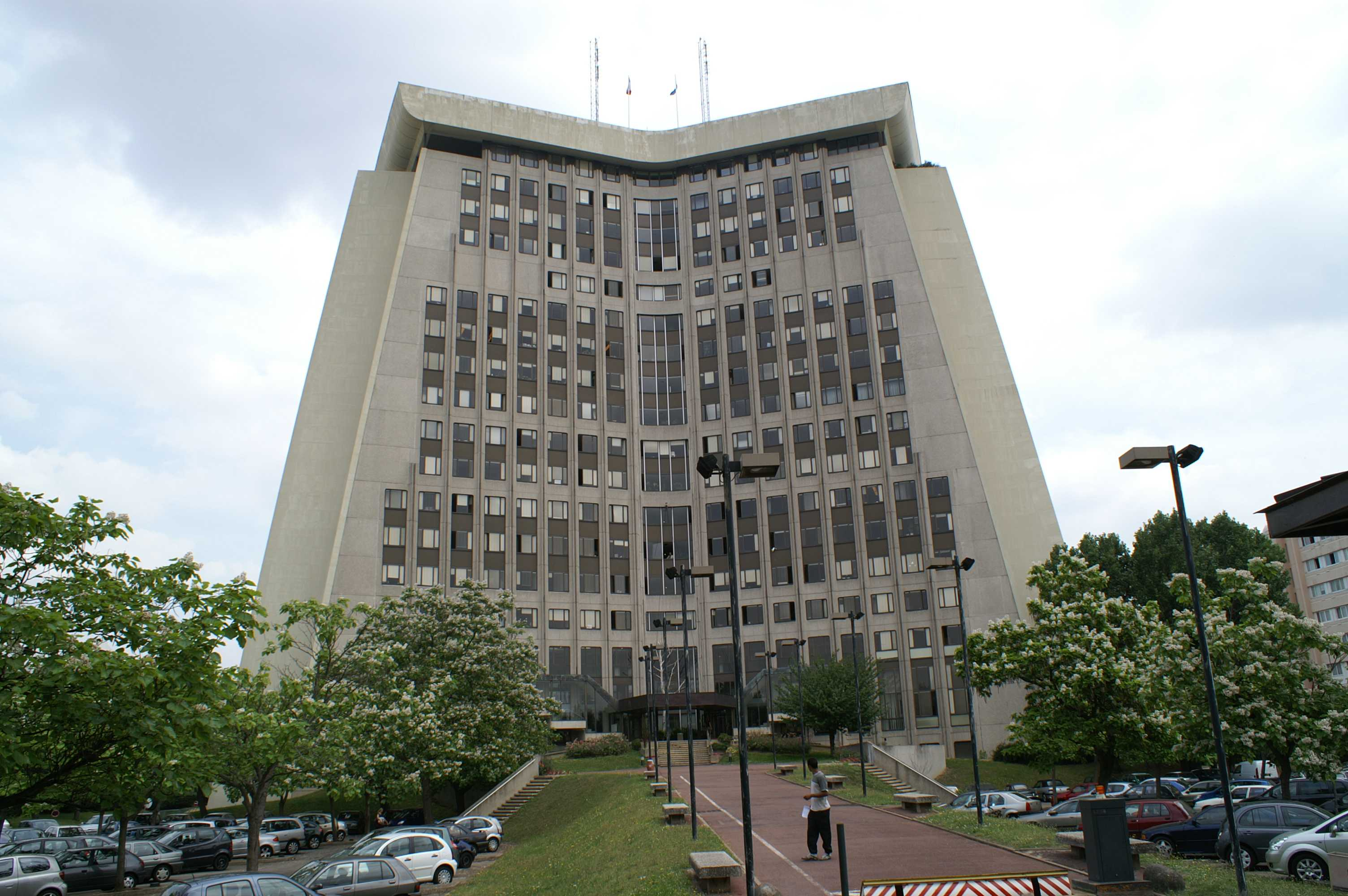
Gerechtsgebouw

## Geboren
- Philippe Chatrier (1928-2000), tennisspeler
- Pierre Trentin (1944), wielrenner
- Sheila (1945), zangeres
- Sammy Traoré (1976), Malinees voetballer
- Sylviane Félix (1977), atlete
- Marc Raquil (1977), atleet
- Lina Jacques-Sébastien (1985), atlete
- Christopher Samba (1984), Congolees voetballer
- Jérémy Chatelain (1984), zanger
- Mohamed Diamé (1987), Senegalees voetballer
- Jordan Faucher (1991), voetballer
- Kelly Gago (1999), voetbalster
- Dan-Axel Zagadou (1999), voetballer
- Dilane Bakwa (2002), Frans-Congolees voetballer
- Mohamed Kader Meïté (2007), voetballer

## Overleden
- André Malraux (1901-1976), schrijver en politicus
- Charles Trenet (1913-2001), zanger, componist en acteur
- Raoul Diagne (1910-2002), voetballer en voetbaltrainer

## Stedenbanden

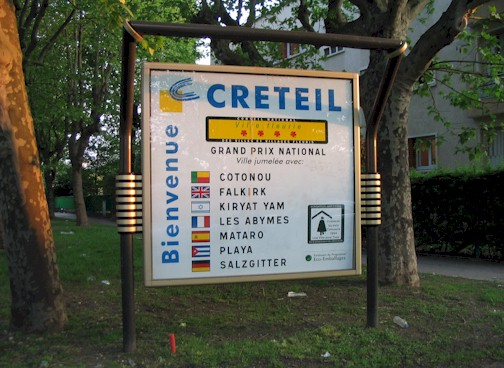
Bord bij de ingang van de stad

- Kiryat Yam (Israël), sinds 1978
- Les Abymes (Frankrijk), sinds 1981
- Salzgitter (Duitsland), sinds 1982
- Falkirk (Schotland), sinds 1983
- Mataró (Spanje), sinds 1991
- Cotonou (Benin), sinds 1986
- Gjoemri (Armenië), sinds 1998
- Playa (Cuba), sinds 2003

## Trivia
- In Créteil bevindt zich de eerste Franse HEMA. De overbekende rookworst heet daar de 'saucisse fumée néerlandaise', Nederlandse gerookte worst.
- In Créteil opende in 1972 de eerste McDonald's van Frankrijk. In 2022 zijn dit er meer dan 1400.